# Championnats d'Océanie de cyclisme sur piste 2022
Navigation
Championnats d'Océanie 2019 Championnats d'Océanie 2023
Les Championnats d'Océanie de cyclisme sur piste 2022 se déroulent du 2 au 5 avril 2022 à Brisbane en Australie.
Des épreuves réservées aux coureurs juniors (moins de 19 ans) sont également au programme.

## Résultats des championnats élites

### Épreuves masculines
| Épreuves               | Or                                                                              | Argent                                                                                  | Bronze                                                                    |
| ---------------------- | ------------------------------------------------------------------------------- | --------------------------------------------------------------------------------------- | ------------------------------------------------------------------------- |
| Kilomètre              | Thomas Cornish (AUS)                                                            | Nick Kergozou (NZL)                                                                     | Dylan Eather (AUS)                                                        |
| Keirin                 | Matthew Glaetzer (AUS)                                                          | Matthew Richardson (AUS)                                                                | Sam Gallagher (AUS)                                                       |
| Vitesse individuelle   | Matthew Glaetzer (AUS)                                                          | Matthew Richardson (AUS)                                                                | Sam Webster (NZL)                                                         |
| Vitesse par équipes    | Australie Thomas Cornish Matthew Richardson Matthew Glaetzer                    | Nouvelle-Zélande Sam Dakin Bradly Knipe Patrick Clancy                                  | Australie Dev 1 John Trovas Sam Gallagher James Brister                   |
| Poursuite individuelle | Aaron Gate (NZL)                                                                | Conor Leahy (AUS)                                                                       | Jordan Kerby (NZL)                                                        |
| Poursuite par équipes  | Australie 1 Graeme Frislie Conor Leahy James Moriarty Josh Duffy Oliver Bleddyn | Nouvelle-Zélande Nick Kergozou Dan Bridgwater Tom Sexton Keegan Hornblow George Jackson | Australie 2 Blake Agnoletto Liam Walsh Jordan Villani Devraj Singh Grewal |
| Course aux points      | Aaron Gate (NZL)                                                                | Tom Sexton (NZL)                                                                        | George Jackson (NZL)                                                      |
| Course à l'américaine  | Australie 3 Conor Leahy Josh Duffy                                              | Nouvelle-Zélande 2 Tom Sexton Aaron Gate                                                | Australie 4 Blake Agnoletto Oliver Bleddyn                                |
| Course scratch         | Aaron Gate (NZL)                                                                | Blake Agnoletto (AUS)                                                                   | Josh Duffy (AUS)                                                          |
| Omnium                 | Aaron Gate (NZL)                                                                | George Jackson (NZL)                                                                    | Graeme Frislie (AUS)                                                      |
| Course à l'élimination | Graeme Frislie (AUS)                                                            | George Jackson (NZL)                                                                    | Liam Walsh (AUS)                                                          |

### Épreuves féminines
| Épreuves               | Or                                                                       | Argent                                                                       | Bronze                                                            |
| ---------------------- | ------------------------------------------------------------------------ | ---------------------------------------------------------------------------- | ----------------------------------------------------------------- |
| 500 mètres             | Kristina Clonan (AUS)                                                    | Rebecca Petch (NZL)                                                          | Breanna Hargrave (AUS)                                            |
| Keirin                 | Ellesse Andrews (NZL)                                                    | Kristina Clonan (AUS)                                                        | Kalinda Robinson (AUS)                                            |
| Vitesse individuelle   | Ellesse Andrews (NZL)                                                    | Kristina Clonan (AUS)                                                        | Breanna Hargrave (AUS)                                            |
| Vitesse par équipes    | Nouvelle-Zélande Ellesse Andrews Olivia King Rebecca Petch               | Australie Breanna Hargrave Kristina Clonan Alessia McCaig                    | Australie Dev 1 Kalinda Robinson Jacqui Mengler-Mohr Molly McGill |
| Poursuite individuelle | Bryony Botha (NZL)                                                       | Sophie Edwards (AUS)                                                         | Alyssa Polities (AUS)                                             |
| Poursuite par équipes  | Nouvelle-Zélande Prudence Fowler Bryony Botha Ally Wollaston Ella Wyllie | Australie Sophie Edwards Alexandra Martin-Wallace Alyssa Polities Amber Pate | -                                                                 |
| Course aux points      | Chloe Moran (AUS)                                                        | Bryony Botha (NZL)                                                           | Prudence Fowler (NZL)                                             |
| Course à l'américaine  | Nouvelle-Zélande 2 Bryony Botha Ally Wollaston                           | Australie 1 Sophie Edwards Chloe Moran                                       | Australie 2 Alexandra Martin-Wallace Amber Pate                   |
| Course scratch         | Ally Wollaston (NZL)                                                     | Chloe Moran (AUS)                                                            | Ella Wyllie (NZL)                                                 |
| Omnium                 | Ally Wollaston (NZL)                                                     | Bryony Botha (NZL)                                                           | Sophie Edwards (AUS)                                              |
| Course à l'élimination | Chloe Moran (AUS)                                                        | Alexandra Martin-Wallace (AUS)                                               | Nicola Macdonald (AUS)                                            |

## Tableaux des médailles
| Rang  | Nation           | Or | Argent | Bronze | Total |
| ----- | ---------------- | -- | ------ | ------ | ----- |
| 1     | Nouvelle-Zélande | 12 | 10     | 5      | 27    |
| 2     | Australie        | 10 | 12     | 16     | 38    |
| Total | Total            | 22 | 22     | 21     | 65    |